# Frederic al III-lea, Duce de Saxa-Gotha-Altenburg
Frederic al III-lea, Duce de Saxa-Gotha-Altenburg (14 aprilie 1699 – 10 martie 1772), a fost duce de Saxa-Gotha-Altenburg.

## Biografie
A fost fiul cel mare al lui Frederic al II-lea, Duce de Saxa-Gotha-Altenburg și a soției sale, Magdalene Augusta de Anhalt-Zerbst. După decesul tatălui său, în 1732, Frederic al III-lea și-a asumat conducerea ducatului de Saxa-Gotha-Altenburg.
În 1734 el a semnat un tratat comercial cu vecinii săi, prințul de Waldeck și regele Frederic Wilhelm I al Prusiei. În timpul Războiului de Șapte Ani ducatul a suferit dificultăți. Frederic al III-lea a intrat în război cu vecinul său, Anton Ulrich, Duce de Saxa-Meiningen. 

### Căsătorie și copii
La Gotha la 17 septembrie 1729, Frederic s-a căsătorit cu Luise Dorothea de Saxa-Meiningen, verișoara sa. Ei au avut nouă copii:
1. Frederic (n. Gotha, 20 ianuarie 1735 – d. Gotha, 9 iunie 1756).
2. Ludwig (n. Gotha, 25 octombrie 1735 – d. Gotha, 26 octombrie 1735).
3. fiu născut mort (Gotha, 25 octombrie 1735), geamăn cu  Ludwig.
4. fii gemeni morți (1739).
5. Fredericka Luise (n. Gotha, 30 ianuarie 1741 – d. Gotha, 5 februarie 1776).
6. Ernst al II-lea, Duce de Saxa-Gotha-Altenburg (n. Gotha, 30 ianuarie 1745 – d. Gotha, 20 aprilie 1804).
7. Sophie (n. Gotha, 9 martie 1746 – d. Gotha, 30 martie 1746).
8. August (n. Gotha, 14 august 1747 – d. Gotha, 28 septembrie 1806).

Din 1748 până în 1755 a fost regent al ducatului de Saxa-Weimar-Eisenach în numele lui Ernst August II Konstantin. Din 1750, a fost regent alături de ruda sa Franz Josias, Duce de Saxa-Coburg-Saalfeld.
1. ↑  IdRef, accesat în 11 mai 2020